# TSSK4
TSSK4 (англ. Testis specific serine kinase 4) – білок, який кодується однойменним геном, розташованим у людей на 14-й хромосомі. Довжина поліпептидного ланцюга білка становить 328 амінокислот, а молекулярна маса — 37 454.
| 10         |  | 20         |  | 30         |  | 40         |  | 50         |
| ---------- |  | ---------- |  | ---------- |  | ---------- |  | ---------- |
| MGKGDVLEAA |  | PTTTAYHSLM |  | DEYGYEVGKA |  | IGHGSYGSVY |  | EAFYTKQKVM |
| VAVKIISKKK |  | ASDDYLNKFL |  | PREIQVMKVL |  | RHKYLINFYR |  | AIESTSRVYI |
| ILELAQGGDV |  | LEWIQRYGAC |  | SEPLAGKWFS |  | QLTLGIAYLH |  | SKSIVHRDLK |
| LENLLLDKWE |  | NVKISDFGFA |  | KMVPSNQPVG |  | CSPSYRQVNC |  | FSHLSQTYCG |
| SFAYACPEIL |  | RGLPYNPFLS |  | DTWSMGVILY |  | TLVVAHLPFD |  | DTNLKKLLRE |
| TQKEVTFPAN |  | HTISQECKNL |  | ILQMLRQATK |  | RATILDIIKD |  | SWVLKFQPEQ |
| PTHEIRLLEA |  | MCQLHNTTKQ |  | HQSLQITT   |  |            |  |            |

A: Аланін

C: Цистеїн

D: Аспарагінова кислота

E: Глутамінова кислота

F: Фенілаланін

G: Гліцин

H: Гістидин

I: Ізолейцин

K: Лізин

L: Лейцин

M: Метіонін

N: Аспарагін

P: Пролін

Q: Глутамін

R: Аргінін

S: Серин

T: Треонін

V: Валін

W: Триптофан

Кодований геном білок за функціями належить до трансфераз, кіназ, серин/треонінових протеїнкіназ, білків розвитку, фосфопротеїнів. 
Задіяний у таких біологічних процесах, як диференціація клітин, сперматогенез, альтернативний сплайсинг. 
Білок має сайт для зв'язування з АТФ, нуклеотидами, іонами металів, іоном магнію. 